# Бабушкин, Игорь Юрьевич
Игорь Юрьевич Бабушкин (род. 5 апреля 1970, Рыбинск, Ярославская область) — российский государственный и политический деятель. Губернатор Астраханской области с 17 сентября 2019 (врио 5 июня — 17 сентября 2019).

## Биография

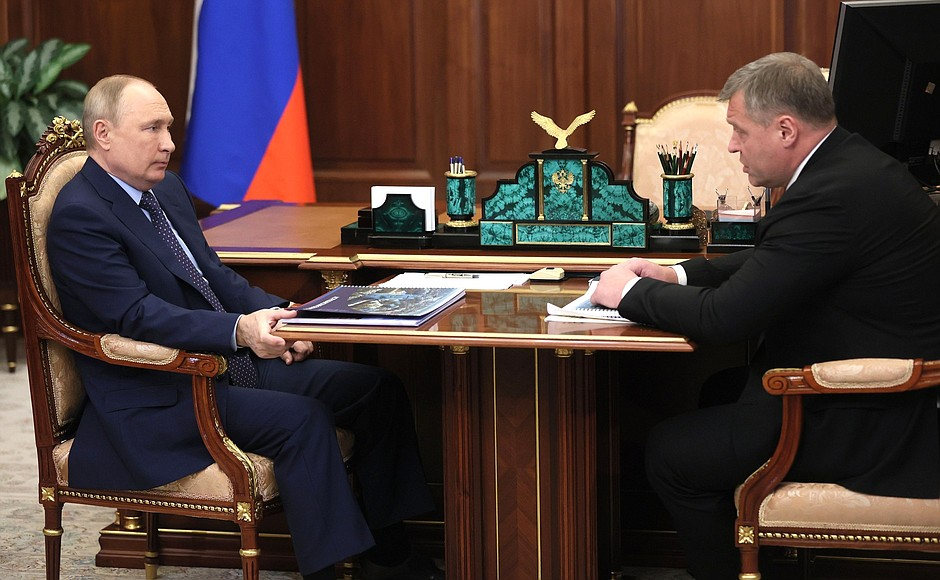
Рабочая встреча с Президентом России Владимиром Путиным, 17 января 2022 года

Игорь Юрьевич Бабушкин родился 5 апреля 1970 года в городе Рыбинск Ярославской области.
После школы поступил в Московское высшее военное командное училище, которое окончил в 1992 году.
С 1992 по 2012 год проходил службу в Вооружённых силах России и подразделениях Федеральной службы безопасности России. Окончил службу в Федеральном агентстве специального строительства в звании полковника.
В 2002 году получил дополнительное образование в Голицынском пограничном институте Федеральной службы безопасности Российской Федерации по специальности «юриспруденция». Также окончил Институт менеджмента, экономики и инноваций.
В январе 2013 года занял пост заместителя руководителя Федерального агентства по управлению государственным имуществом. Курировал управления имущества государственной казны, федеральных органов власти и организаций в сфере обороны и безопасности, управления отраслевых организаций и зарубежной собственности, организаций промышленного комплекса, отвечал за вопросы передачи РПЦ объектов религиозного назначения.
В сентябре 2018 года назначен заместителем полномочного представителя президента РФ в Северо-Кавказском федеральном округе Александра Матовникова.

## Губернатор Астраханской области
С 5 июня 2019 года указом Президента России Владимира Путина назначен временно исполняющим обязанности губернатора Астраханской области.
В Единый День голосования, 8 сентября 2019 года, с результатом 75,64 % в первом туре выборов Губернатора Астраханской области он одержал победу. Срок его полномочий завершится в 2024 году.

## Классный чин и звание
Действительный государственный советник Российской Федерации 2 класса (2015). Полковник запаса.

## Санкции
16 декабря 2022 года, на фоне вторжения России на Украину, внесён в санкционный список Евросоюза за поддержку и реализации политики, подрывающую территориальную целостность, суверенитет и независимость Украины. Евросоюз отмечает что Бабушкин участвует в незаконной перевозке украинских детей в Россию и их усыновление русскими семьи, при этом действия Бабушкина нарушают права украинских детей и украинского права.
24 февраля 2023 года США включили Бабушкина в санкционный список лиц причастных к «осуществлению российских операций и агрессии в отношении Украины, а также к незаконному управлению оккупированными украинскими территориями в интересах РФ», в частности за «призыв граждан на войну в Украине».
По аналогичным основаниям находится в санкционных списках Канады, Швейцарии, Австралии и Новой Зеландии.

## Награды
- Орден «За заслуги перед Отечеством» IV степени[10].
- Орден Александра Невского (2022 год)[11].
- Орден Мужества[1].
- Орден Почёта[12].
- Нагрудный знак МИД России «За вклад в международное сотрудничество»[13].
- Орден «Достык» II степени (2022 год, Казахстан)[14].
- Орден святого благоверного князя Даниила Московского II степени (2025 год, РПЦ)[15].

## Семья
Женат. Воспитывает дочь.